# Sindelfingen
Sindelfingen (in alemanno Sendlfenga) è una città di 64 995 abitanti che occupa una posizione centrale nel Land tedesco del Baden-Württemberg, e si trova circa a 15 chilometri a sud-ovest di Stoccarda, ed è la città più grossa del circondario di Böblingen. È diventata capoluogo nel 1962.

## Amministrazione

### Gemellaggi
- Corbeil-Essonnes, dal 1961
- Sondrio, dal 1962
- Győr, dal 1978
- Dronfield